# Holjapyx irroratus
Holjapyx irroratus är en urinsektsart som beskrevs av Smith 1959. Holjapyx irroratus ingår i släktet Holjapyx och familjen Japygidae. Inga underarter finns listade i Catalogue of Life.